# 大阪商業大学硬式野球部
大阪商業大学硬式野球部（おおさかしょうぎょうだいがくこうしきやきゅうぶ）は、関西六大学野球連盟に所属する大学野球チーム。大阪商業大学の学生によって構成されている。

## 創部
- 1953年（昭和28年）

## 歴史
1953年の創部から翌年の54年に阪神大学野球連盟の結成に加わる。翌55年春に開始された阪神大学リーグ戦では甲南大に次ぐ2位となるが、同年秋に初優勝を果たしてから甲南大や天理大を抑え5連覇（5季連続優勝）を果たす。後述の旧関西六大学野球連盟（旧関六）への昇格・降格を繰り返す時期にあたる1962年秋から68年春頃まで阪神大学リーグ戦ではほぼ甲南大との2強対決の構図となる。
1962年、関西大学野球連合が結成され入替戦制度がとられるようになり、同62年秋に入替戦で京都大を下し旧関六に初昇格した。
その後、龍谷大（63春に敗れ降格・71秋に下し昇格）、立命館大（67春昇格・67秋降格・68春昇格）、大阪学院大（70秋降格）などとの入替戦で、たびたび旧関六への昇格と阪神大学連盟への降格とを繰り返していたが、1970年代以降は村上博監督のもとで力を付けて大商大の黄金期を迎えた。1971年秋の入替戦で龍谷大を下し昇格して以降、旧関六に定着した。
1972年、秋季リーグの関西大1回戦でサヨナラ勝ちをし、関大山口高志投手が3回生だった1971年春季リーグ戦以来継続していた個人連勝記録を21でストップした。あわせて関大のチーム連勝記録も26でストップした。
1975年、森口益光投手（通算39勝〈旧関六歴代3位〉16敗、76年卒）擁する近畿大、田尾安志投手（通算14勝3敗、76年卒）擁する同志社大、彼らの1年下の平田英之投手（通算12勝19敗、77年卒）擁する立命館大などとリーグ優勝を競うなか、平田同様彼らの1年下の3回生エース斉藤明夫（通算30勝17敗）を中心に主軸の3回生田中昌宏、2回生柳原隆弘といった選手たちが活躍し、旧関西六大学野球春季リーグで初優勝を遂げた。続く第24回全日本大学野球選手権大会準決勝で八幡大を2-1（延長10回）で下し、決勝で明治大を下し進出してきた3回生森繁和投手や4回生中畑清らを擁する駒澤大に延長14回の末0-1で惜敗し準優勝。翌1976年、春季リーグ戦に優勝し、続く第25回全日本大学野球選手権大会では3回生江川卓投手擁する法政大や駒大を下したものの、この年採用されていた敗者復活戦で勝ち上がってきた3回生遠藤一彦投手擁する東海大に1-2で惜敗し前年に続き準優勝に留まった。
1977年、1回生の山田和英投手（通算9勝9敗）を擁して秋季リーグ戦で優勝し第8回明治神宮野球大会初出場。1回戦で札幌大に4-×5で敗退。以降、山田は1学年上の大川章（通算25勝）や同期堀井恒雄ら投手層の陰に隠れて目立った活躍はなかった。翌翌1979年、4回生大川投手、光井正和、3回生堀井と山田両投手、2回生服部浩一らを擁して春季リーグ戦に優勝。続いて第28回全日本大学野球選手権大会1回戦で八幡大に2-5で敗退。
1981年、連合が解体され翌1982年に関西学生野球連盟が創設される際に、当時旧関六秋季リーグ戦で4位だった大商大と、秋季入替戦で立命大を下し昇格してきた京都産業大の動向が注視されたが、新生関西六大学野球連盟に所属。
同1982年、清川栄治と川原新治の3回生2枚看板投手や豊原豊外野手らを擁して春秋リーグ戦を連覇した。続く春の第31回全日本大学野球選手権では、当時設けられていた関西地区代表決定戦を勝ち抜き本戦出場。選手権準決勝で田中富生投手や木戸克彦ら擁する法政大に2-9で敗退。秋の第13回明治神宮野球大会でも関西地区代表となり、大会2回戦で専修大を2-1で下し、決勝で3回生高野光投手擁する東海大に2-3で惜敗し準優勝に留まる。清川川原以降も、熊田智行捕手（86年卒）や南出仁（87年卒）、高橋昌也投手（通算22勝、87年卒）らが活躍した。
1992年秋、4回生佐伯貴弘や2回生谷佳知らを擁して10回目のリーグ戦優勝を果たすが、以来2013年秋の優勝まで21年間優勝から遠ざかる。90年代半ば前半からから龍谷大と大阪学院の2強状態が続き、90年代後半からは龍谷大が4連覇を2回、3連覇を1回、2連覇を3回遂げるなど全盛となり、それに大阪学院や京都産大などが互す展開になる。その間、大商大はたびたびリーグ戦で最下位になるなど低迷期を迎えることとなる。
富山陽一監督就任後の2013年秋季リーグ戦で、92年秋以来21年ぶり（42季ぶり）の優勝を遂げる。近藤大亮と桂依央利の4回生バッテリー、3回生金子丈投手（通算23勝）、橋爪大佑や2回生吉持亮汰らを擁して、京都産大3回戦を5-0で締め、全チームから勝ち点を挙げる完全優勝を遂げた。
直後の第11回関西地区大学選手権（関西地区代表決定戦）では、近藤投手が関西学院大をノーヒットノーランに抑えるなど優勝し、第44回明治神宮野球大会に82年以来31年ぶり3回目の出場。同大会準決勝に進出したものの、3回生山崎福也投手や2回生高山俊ら擁する明治大に1-4で敗退。
翌翌2015年春、岡田明丈投手、吉持亮汰、1回生の太田光や滝野要らを擁してリーグ戦春秋連覇。続く第64回全日本大学野球選手権大会にも91年以来24年ぶりに出場し、準々決勝で3回生濵口遥大投手擁する神奈川大に5-6（延長10回）で敗退。同年秋は、関西地区大学選手権（関西代表決定戦）で奈良学園大に敗れ、明治神宮大会出場は叶わず。
2019年、大西広樹（通算27勝2敗）と橋本侑樹の2枚看板投手や小野寺暖らを擁して春秋リーグ戦優勝。2015年春季より同19年秋季までの10季中8季で優勝し、2018年秋季から同19年秋季にかけて現関六連盟記録を更新する24連勝を記録。同19年春の第68回全日本大学野球選手権大会は準々決勝で東海大に3-4で敗退。同年秋は関西地区大学選手権（関西代表決定戦）で4回生森翔平投手らの関西大を下し関西第1代表となるものの、続く第50回明治神宮野球大会1回戦で東海大札幌に0-2で敗退した（関西第2代表の関大は準優勝）。
2022年3月、伊原陵人（通算15勝1敗、23年卒）と3回生上田大河 （通算20勝、24年卒）両投手の継投（上田6回 - 伊原3回）で、プロ・アマ交流戦（バファローズスタジアム舞洲）のオリックス2軍との試合で完全試合を達成。同年秋、秋季リーグベストナインの3回生高太一投手のほか伊原、上田らの投手陣を擁するも、第53回明治神宮野球大会準決勝で國学院大に2-6で敗退した。
2024年春、岡田皓一朗投手や渡部聖弥ら4回生の投打を擁して、現関六連盟記録を更新する5連覇（5季連続優勝）となる26回目のリーグ戦優勝を果たす。続く第73回全日本大学野球選手権大会では2回戦で準優勝した早稲田大に0-1（延長10回）で惜敗した。同年秋、引き続き連盟記録を更新する6連覇（6季連続優勝）となる27回目のリーグ戦優勝を果たす。続く第22回関西地区大学選手権（関西地区代表決定戦）では、天理大と佛教大に接戦で敗れ神宮大会に出場ならず。

## 本拠地
- 大阪商業大学関屋グラウンド（奈良県香芝市関屋北1丁目1349-1）
近鉄大阪線 関屋駅から徒歩で約20分、タクシーで約5分。
西名阪自動車道 柏原インターチェンジから約15分。

## 記録
※ 2024年春季リーグ戦終了時点
- リーグ戦優勝26回（旧関六時代の4回を含む）。
- 全日本大学野球選手権大会に過去14回出場、うち1975年と1976年の2大会で準優勝。
- 明治神宮野球大会に過去7回出場、うち1982年大会で準優勝。

## 主な出身者

### プロ野球選手
※卒業順に記載
- 瓦谷嘉宏（近鉄バファローズ）
- 山本晴三（南海ホークス-阪神タイガース）
- 斉藤明夫（横浜ベイスターズ）
- 田中昌宏（阪神タイガース）
- 柳原隆弘（ヤクルトスワローズ-近鉄バファローズ-日本ハムファイターズ）
- 光井正和（近鉄バファローズ）
- 大川章（ヤクルトスワローズ-日本ハムファイターズ）
- 堀井恒雄（横浜大洋ホエールズ-ロッテオリオンズ）
- 山田和英（阪神タイガース）
- 服部浩一（阪神タイガース）
- 中島裕司（近鉄バファローズ）
- 豊原豊（近鉄バファローズ）
- 清川栄治（広島東洋カープ-近鉄バファローズ-広島東洋カープ）
- 川原新治（阪神タイガース）
- 熊田智行（ヤクルトスワローズ）
- 南出仁（日本ハムファイターズ）
- 高橋昌也（阪神タイガース）
- 立花龍司（近鉄バファローズ-千葉ロッテマリーンズ-ニューヨークメッツ コンディショニングコーチ）
- 佐伯貴弘（横浜ベイスターズ-中日ドラゴンズ）
- 谷佳知（オリックス・ブルーウェーブ-読売ジャイアンツ-オリックス・バファローズ）
- 十川孝富（読売ジャイアンツ）
- 金村大裕（阪神タイガース-SKワイバーンズ）
- 福山博之（横浜DeNAベイスターズ-東北楽天ゴールデンイーグルス）
- 弦本悠希 （広島東洋カープ）（中退）
- 桂依央利（中日ドラゴンズ）
- 橋爪大佑（中日ドラゴンズ）
- 近藤大亮（オリックス・バファローズ-読売ジャイアンツ）
- 金子丈（中日ドラゴンズ）
- 岡田明丈（広島東洋カープ）
- 吉持亮汰（東北楽天ゴールデンイーグルス）
- 日下部光（SHIGA HIJUMPS）
- 滝野要（中日ドラゴンズ）
- 太田光（東北楽天ゴールデンイーグルス）
- 大西広樹（東京ヤクルトスワローズ-）
- 橋本侑樹（中日ドラゴンズ）
- 小野寺暖（阪神タイガース）
- 福元悠真（中日ドラゴンズ）
- 上田大河（埼玉西武ライオンズ）
- 高太一（広島東洋カープ）
- 渡部聖弥（埼玉西武ライオンズ）
- 岡田皓一朗（福岡ソフトバンクホークス）

### 野球指導者
- 中井哲之（広陵高校野球部監督）
- 大河賢二郎 (尽誠学園野球部元監督）

### 野球審判員
- 山村裕也（プロ野球審判員）